# Томс-Рівер (переписна місцевість, Нью-Джерсі)
Томс-Рівер (англ. Toms River) — переписна місцевість (CDP) в США, в окрузі Оушен штату Нью-Джерсі. Населення — 92 830 осіб (2020).

## Географія
Томс-Рівер розташований за координатами 39°59′41″ пн. ш. 74°11′16″ зх. д. / 39.99472° пн. ш. 74.18778° зх. д. (39.994856, -74.187754).  За даними Бюро перепису населення США в 2010 році переписна місцевість мала площу 105,51 км², з яких 100,87 км² — суходіл та 4,64 км² — водойми.

## Демографія
Згідно з переписом 2010 року, у переписній місцевості мешкала 88 791 особа в 33 394 домогосподарствах у складі 23 659 родин. Густота населення становила 842 особи/км².  Було 36605 помешкань (347/км²).
Расовий склад населення:
| - 89,7 % — білих - 3,7 % — азіатів - 2,8 % — чорних або афроамериканців - 0,2 % — корінних американців - 2,0 % — осіб інших рас |

До двох чи більше рас належало 1,7 %. Частка іспаномовних становила 8,0 % від усіх жителів.
За віковим діапазоном населення розподілялося таким чином: 21,7 % — особи молодші 18 років, 61,6 % — особи у віці 18—64 років, 16,7 % — особи у віці 65 років та старші. Медіана віку мешканця становила 42,5 року. На 100 осіб жіночої статі у переписній місцевості припадало 92,4 чоловіків;  на 100 жінок у віці від 18 років та старших — 89,6 чоловіків також старших 18 років.
Середній дохід на одне домашнє господарство  становив 93 085 доларів США (медіана — 72 196), а середній дохід на одну сім'ю — 106 163 долари (медіана — 86 467). Медіана доходів становила 62 618 доларів для чоловіків та 46 537 доларів для жінок. За межею бідності перебувало 6,1 % осіб, у тому числі 7,9 % дітей у віці до 18 років та 5,8 % осіб у віці 65 років та старших.
Цивільне працевлаштоване населення становило 42 512 особи. Основні галузі зайнятості: освіта, охорона здоров'я та соціальна допомога — 27,5 %, роздрібна торгівля — 15,0 %, науковці, спеціалісти, менеджери — 9,2 %, будівництво — 8,1 %.